# Supplement
Supplement (サプリ?, Sapuri) è un manga josei creato da Mari Okazaki e pubblicato per la Shodensha dal 2003 al 2009. In Italia il manga è in corso di pubblicazione per la casa editrice RW Edizioni sotto l'etichetta Goen; adattato in un dorama giapponese di 11 puntate andato in onda nell'estate del 2006, con Kazuya Kamenashi ad interpretare il ruolo di uno dei protagonisti. Descrive l'esistenza d'una giovane donna in carriera, divisa tra successo esterno ed insoddisfazione interiore: considerata dalla critica una delle storie più rappresentative della vita lavorativa femminile nella società giapponese, assieme a Sei il mio cucciolo e Anego.

## Trama
Minami è una ragazza ventisettenne impiegata con successo all'interno d'un'agenzia pubblicitaria. Pur essendo già fidanzata, ella trascorre e dedica la maggior parte del suo tempo al lavoro: queste due parti della sua vita non sembrano esser capaci d'integrarsi con serenità, pertanto il suo rapporto sentimentale è attraversato da alti e bassi e risulta essere quantomeno ambivalente.
Quando il ragazzo, non sopportando più il trascinarsi senza senso né scopo di questa relazione, decide finalmente di rompere una volta per tutte con lei, ciò dà a Minami la spinta per iniziare una qualche forma di vita sociale più stretta coi suoi colleghi d'azienda, tra i quali c'è Yuya, che lavora a tempo parziale all'interno della sua stessa compagnia.
Gli sviluppi che seguiranno saranno importanti sia per lei che per gli altri, creando anche storie e intrecci personali al limite del "romanzesco".

## Personaggi
Minami Fuji (藤井ミナミ?, Fujii Minami)
Interpretata da: Misaki Itō
Responsabile dell'ufficio pubblicitario in un'azienda.
Yuya Ishida (石田勇也?, Ishida Yūya)
Interpretato da: Kazuya Kamenashi
Giovane lavoratore part-time, diventa sottoposto di Minami.
Satoshi Ogiwara (萩原智?, Ogiwara Satoshi)
Interpretato da: Eita Nagayama
Collega di Minami.
Yoko Yugi (柚木ヨウコ?, Yūgi Yōko)
Interpretato da: Miho Shiraishi
Creator aziendale.
Kunio Sakuragi (桜木邦夫?, Sakuragi Kunio)
Interpretato da: Kazuyuki Aijima
Lavora al reparto marketing.
Yuri Watanabe (渡辺ゆり?, Watanabe Yuri)
Interpretata da: Reina Asami
Impiegata contabile.
Yoshihide Matsui (松井良英?, Matsui Yoshihide)
Interpretata da: Akimasa Haraguchi
Collaboratrice di Yoko.
Keisuke Mita (三田圭介?, Mita Keisuke)
Interpretato da: Shigeyuki Sato
Art director all'ufficio produzione, fa il grafico.
Natsuki Konno (紺野なつき?, Kon'no Natsuki)
Interpretata da: Mirai Shida
Figlia ritrovata di Kyotaro.
Mizuho Tanaka (田中ミズホ?, Tanaka Mizuho)
Interpretata da: Ryo
Impiegata all'ufficio amministrativo.
Kyotaro Imaoka (今岡響太郎?, Imaoka Kyōtarō)
Interpretato da: Kōichi Satō
Direttore creativo addetto al lavoro di produzione.

## Media

### Manga
Il manga, scritto e disegnato da Mari Okazaki, è stato serializzato dall'8 ottobre 2003 al 7 novembre 2009 sulla rivista Feel Young edita da Shodensha. I vari capitoli sono stati raccolti in undici volumi tankōbon dall'8 giugno 2004 all'8 aprile 2010.
In Italia la serie è stata pubblicata da RW Edizioni sotto l'etichetta Goen nella collana Kokeshi Collection dal 31 marzo 2012 al 25 giugno 2021.

#### Volumi
| Nº | Data di prima pubblicazione | Data di prima pubblicazione | Data di prima pubblicazione | Data di prima pubblicazione |
| Nº | Giapponese                  | Giapponese                  | Italiano                    | Italiano                    |
| -- | --------------------------- | --------------------------- | --------------------------- | --------------------------- |
| 1  | 8 giugno 2004               | ISBN 4-396-76335-2          | 31 marzo 2012               | ISBN 978-88-9734-974-7      |
| 2  | 8 marzo 2005                | ISBN 4-396-76355-7          | 26 maggio 2012              | ISBN 978-88-6712-003-1      |
| 3  | 18 gennaio 2006             | ISBN 4-396-76373-5          | 28 luglio 2012              | ISBN 978-88-6712-028-4      |
| 4  | 7 luglio 2006               | ISBN 4-396-76385-9          | 6 ottobre 2012              | ISBN 978-88-6712-050-5      |
| 5  | 8 febbraio 2007             | ISBN 978-4-396-76401-2      | 19 gennaio 2013             | ISBN 978-88-6712-084-0      |
| 6  | 25 luglio 2007              | ISBN 978-4-396-76411-1      | 28 novembre 2015            | ISBN 978-88-6712-150-2      |
| 7  | 8 settembre 2008            | ISBN 978-4-396-76440-1      | 12 marzo 2016               | ISBN 978-88-6712-327-8      |
| 8  | 7 marzo 2009                | ISBN 978-4-396-76454-8      | 1º luglio 2017              | ISBN 978-88-6712-385-8      |
| 9  | 8 luglio 2009               | ISBN 978-4-396-76464-7      | 28 maggio 2021              | ISBN 978-88-6712-763-4      |
| 10 | 8 gennaio 2010              | ISBN 978-4-396-76482-1      | 25 giugno 2021              | ISBN 978-88-6712-763-4      |
| 11 | 8 aprile 2010               | ISBN 978-4-396-76491-3      | 25 giugno 2021              | ISBN 978-88-9284-153-6      |

### Dorama
Un adattamento dorama è stato trasmesso in Giappone su Fuji TV dal 10 luglio al 18 settembre 2006 per un totale di undici episodi.

#### Episodi
| Nº | Giapponese 「Kanji」 - Rōmaji                    | In onda           | In onda |
| Nº | Giapponese 「Kanji」 - Rōmaji                    | Giapponese        |         |
| 1  | 「15秒、恋の瞬間」 - 15-Byō, koi no shunkan      | 10 luglio 2006    |         |
| 2  | 「動き始めた気持ち」 - Ugokihajimeta kimochi     | 17 luglio 2006    |         |
| 3  | 「10年後のあなたに」 - 10-Nen-go no anata ni     | 24 luglio 2006    |         |
| 4  | 「年下の男たち」 - Toshishita no otoko-tachi     | 31 luglio 2006    |         |
| 5  | 「私を見守る人」 - Watashi o mimamoru hito       | 7 agosto 2006     |         |
| 6  | 「透けて見える恋心」 - Sukete mieru koigokoro    | 14 agosto 2006    |         |
| 7  | 「ぶどう畑のキス」 - Budō hata no kisu           | 21 agosto 2006    |         |
| 8  | 「彼を私に下さい!」 - Kare o watashi ni kudasai! | 28 agosto 2006    |         |
| 9  | 「二人きりの夜」 - Futarikiri no yoru            | 4 settembre 2006  |         |
| 10 | 「今、俺にできること」 - Ima, ore ni dekiru koto | 11 settembre 2006 |         |
| 11 | 「伝えたい言葉」 - Tsutaetai kotoba              | 18 settembre 2006 |         |

## Accoglienza
Supplement è considerato più realistico nella sua rappresentazione della vita lavorativa rispetto a Sei il mio cucciolo o Happy Mania. Deb Aoki di About.com lo ha definito "realisticamente rinfrescante", in contrasto con le storie dei manga shōjo. Nadia Oxford di Mania Entertainment considerava il primo volume un "romanzo d'amore abbastanza standard" in formato manga. Margaret O'Connell, scrivendo per Sequential Tart, ha descritto Minami come affetta da "misoginia interiorizzata", affermando che non ha una rete di supporto femminile.